# Bonnal (Francja)
Bonnal – miejscowość i gmina we Francji, w regionie Burgundia-Franche-Comté, w departamencie Doubs.
Według danych na rok 1990 gminę zamieszkiwało 25 osób, a gęstość zaludnienia wynosiła 14 osób/km² (wśród 1786 gmin Franche-Comté Bonnal plasuje się na 717. miejscu pod względem liczby ludności, natomiast pod względem powierzchni na miejscu 1034.).

## Demografia
| Rok  | Liczba mieszk. |
| 1962 | 20             |
| 1968 | 27             |
| 1975 | 20             |
| 1982 | 25             |
| 1990 | 25             |
| 1999 | 24             |